# Termitophrya africana
Termitophrya, Termitophryidae
Famille
Genre
Espèce
Termitophrya africana, unique représentant du genre Termitophrya et de la famille des Termitophryidae, est une espèce de Ciliés de l’ordre des Peritrichida (classe des Oligohymenophorea).

## Étymologie
Le nom Termitophrya est composé du préfixe termit-, par allusion à la termite, et du suffixe -ophrya, dérivé du grec ancien οφρύς / ophrýs, « sourcil ⇒ cil ⇒ cilié », littéralement « ciliés de termite », en référence au lieu de vie des kystes de ces ciliés, l'intestin des termites.

## Description
Les membres du genre Termitophrya ont une taille, moyenne (80 à 200 µm) à grande (> 200 µm). Ils sont en forme de cône inversé. Leurs zooïdes sont solitaires, parfois ils nagent librement. Leur scopule produit un disque unique en forme de coussinet qui pourrait être un organite d'attachement temporaire. Leur région buccale est nettement réduite en diamètre et enfoncée dans le corps cellulaire, avec un infundibulum long, hélicoïdal et profond dans lequel la ciliature buccale fait cinq tours hélicoïdaux. Leur macronoyau est en forme de bande. Micronoyau et vacuole contractile sont présents. Le cytoprocte n’a pas été observé.

## Habitat
Les kystes du genre Termitophrya vivent dans des habitats terrestres, comme endocommensaux dans l'intestin des termites africains de la sous-famille des Apicotermitinae.

## Systématique
L'espèce, unique en son genre, a été décrite en 1959 par Charles Noirot (d) et Cécile Noirot-Timothée (d). La famille monogénérique des Termitophryidae a été proposée en 1979 par Jiří Lom (d) dans l'ouvrage de John Ozro Corliss. 

## Publication originale
- Charles Noirot et Cécile Noirot-Timothée, « Termitophrya gen. nov., nouveau type d'infusoire cilié commensal de certains termites », Comptes rendus hebdomadaires des séances de l'Académie des sciences, Paris, vol. 249,‎ 3 août 1959, p. 775-777 (ISSN 0001-4036, e-ISSN 2419-6304, lire en ligne, consulté le 4 février 2024).